# Чорне (Малопольське воєводство)
Чорне (пол. Czarne) — колишнє лемківське село в Польщі, в солтистві Криве гміни Сенкова Горлицького повіту Малопольського воєводства. Населення — 1 особа (2011).

## Розташування
Лежить у Низьких Бескидах над річкою Віслока. Через Чорне пролягає дорога від воєводської дороги № 992 до воєводської дороги № 977, яка з'єднує Вишеватку з Пантною через Криве.
Від села 17 км до адміністративного центру ґміни — міста Сенкова, 23 км до адміністративного центру повіту — міста Горлиці і 121 км до центру воєводства — міста Краків, 3 км до кордону зі Словаччиною.

## Історія
Село Чорний Потік закріпачене 1569 р. солтисом Іваном Святковичем за привілеєм Сигізмунда II Августа, надалі стало називатися просто Чорним. У 1629 р. село складалося з 5 господарств, у 1880 — з 54 (330 мешканців). В 1789 р. збудована дерев'яна церква св. Вмуч. Димитрія, яка діяла до 1927 р. Метричні книги під час першої світової війни згоріли. В селі діяла москвофільська читальня ім. Качковського. Жителі села перейшли до Польської православної церкви в 1927—1928 рp. і збудували православну церкву, яку розвалив ураган в 1967 р. Мешканці села займалися рільництвом, ткацтвом, видобутком і перегоном нафти. На 1936 р. в селі проживало 300 православних, 1 греко-католик, 4 римо-католики і 1 юдей.
У селі було переважно лемківське населення: з 400 жителів села — 395 українців і 5 поляків.
В 1945 р. більшість жителів були змушені виїхати в СРСР. Залишилося 8 чи 9 лемківських родин — 59 осіб, яких 9 червня 1947 р. під час операції «Вісла» польське військо депортувало на понімецькі землі. В 1956 р. трьом родинам вдалося повернутися до села. В 1993 р. греко-католицьку церкву розібрали і перенесли до скансену в Новому Сончі.

## Сучасність
Зараз єдиний житель є працівником гірського притулку.

## Демографія
Демографічна структура станом на 31 березня 2011 року:
|          | Загалом | Допрацездатний вік | Працездатний вік | Постпрацездатний вік |
| -------- | ------- | ------------------ | ---------------- | -------------------- |
| Чоловіки | 1       | 0                  | 1                | 0                    |
| Жінки    | 0       | 0                  | 0                | 0                    |
| Разом    | 1       | 0                  | 1                | 0                    |

## Місцеві пам'ятки
Об'єкти, перераховані в реєстрі пам'яток Малопольського воєводства:
- Колишній лемківський цвинтар.
- 3 військові кладовища з Першої світової війни: № 44, № 45, № 53.
- Дерев'яний будинок № 5 з 1902 р.

### Інші пам'ятки
- Подвір'я колишньої церкви.
- Греко-католицька мурована капличка початку XIX ст.
- Придорожні хрести і каплички вздовж колишньої сільської вулиці.
- Пам'ятник 20-ій річниці мученицької смерті Максима Сандовича, зруйнований у тому ж році та відновлений у 2014 р.